# G791/792次列车
G791/792次列车是中国铁路运行于首都北京市北京丰台站至山西省晋中市下属介休市介休东站间的高速动车组列车，列车客运乘务由太原局集团太原客运段担当。其中北京丰台站至介休东站运行4小时36分，使用车次为G791次；介休东站至北京丰台站运行4小时1分，使用车次为G792次。

## 历史
2021年1月20日，原北京西~太原南G619/606次列车延长至原平西站始发终到，车次调整为G791/794、G793/792次。
2022年6月20日，配合北京丰台站启用，G791/794、G793/792次列车改为北京丰台站始发终到，运行区段变更为北京丰台~原平西。
2025年1月5日，全国铁路调图，G791/794、G793/792次列车改为介休东站始发终到，运行区段变更为北京丰台~介休东，车次改为G791/792次。

## 使用列车
本对列车使用配属太原局集团太原动车运用所的CRH380A，其中因交路不同，G792次列车安排重联运行。